# Nalo Hopkinson
Nalo Hopkinson (Kingston, 20 de dezembro de 1960) é uma escritora e editora canadense de ficção especulativa nascida na Jamaica. Seus romances – Brown Girl in the Ring (1998), Midnight Robber (2000), The Salt Roads (2003), The New Moon's Arms (2007) – e contos como os de sua coleção Skin Folk (2001) frequentemente se baseiam na história e na linguagem caribenhas, e em suas tradições de narrativa oral e escrita.
Hopkinson editou duas antologias de ficção: Whispers from the Cotton Tree Root: Caribbean Fabulist Fiction e Mojo: Conjure Stories. Ela foi coeditora, com Uppinder Mehan, da antologia de 2004 So Long Been Dreaming: Postcolonial Visions of the Future, e coeditou, com Geoff Ryman, Tesseracts 9.
Hopkinson defendeu o romance Whylah Falls, de George Elliott Clarke, no Canada Reads 2002, da Canadian Broadcasting Corporation (CBC). Ela foi curadora de Six Impossible Things, uma série de áudio de ficção fantástica canadense na CBC Radio One.
Em 2021, ela mora e leciona em Vancouver, na Colúmbia Britânica. Em 2020, Hopkinson foi nomeado o 37.º Grande Mestre dos Cavaleiros Damon, em reconhecimento à "conquista de uma vida inteira em ficção científica e/ou fantasia".

## Primeiros anos e educação
Nalo Hopkinson nasceu em 20 de dezembro de 1960 em Kingston, Jamaica, é filha de Freda e Abdur Rahman Slade Hopkinson. Ela cresceu na Guiana, Trinidad e Canadá. Ela foi criada em um ambiente literário; sua mãe era técnica de biblioteca e seu pai um poeta, dramaturgo e ator guianense que também ensinava inglês e latim. Em virtude dessa educação, Hopkinson teve acesso a escritores como Derek Walcott durante seus anos de formação e pôde ler as obras de Kurt Vonnegut aos seis anos de idade. A escrita de Hopkinson é influenciada pelos contos de fadas e folclóricos que ela leu quando jovem, entre os quais estavam as histórias afro-caribenhas sobre Anansi, bem como obras ocidentais, incluindo As Viagens de Gulliver, a Ilíada e a Odisseia; ela também era conhecida por ter lido as obras de Shakespeare na época em que estava lendo Homero. Embora tenha vivido brevemente em Connecticut, nos Estados Unidos, durante o mandato de seu pai na Universidade de Yale, Hopkinson disse que o choque cultural de sua mudança da Guiana para Toronto aos dezesseis anos foi algo "com o qual [ela] ainda não se reconciliou totalmente". Ela morou em Toronto de 1977 a 2011, antes de se mudar para Riverside, Califórnia, onde trabalha como professora de escrita criativa na Universidade da Califórnia, Riverside.
Hopkinson tem mestrado em Escrita de Ficção Popular pela Seton Hill University, onde estudou com seu mentor e instrutor, o escritor de ficção científica James Morrow. Ela tem dificuldades de aprendizagem.

## Carreira literária

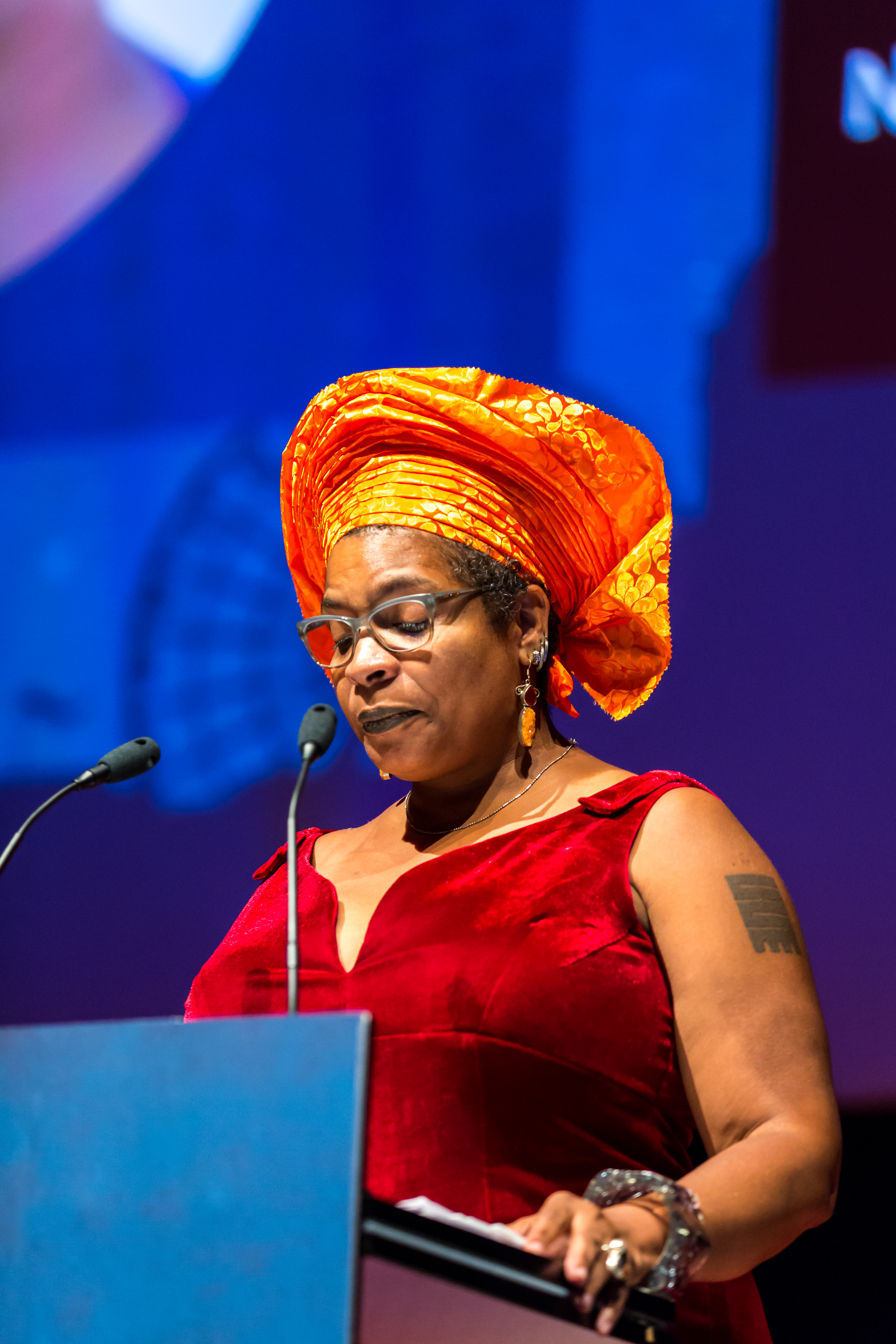
Hopkinson na cerimônia do Prêmio Hugo em 2017

Antes de trabalhar como professora, Hopkinson ocupou cargos em bibliotecas, trabalhou como pesquisador cultural do governo e ocupou o cargo de oficial de subsídios no Toronto Arts Council. Ela ensinou redação em vários programas ao redor do mundo, incluindo períodos como escritora residente na Clarion East, Clarion West e Clarion South. A publicação e a escrita foram interrompidas por seis anos devido a uma doença grave que a impediu de trabalhar. Anemia grave, causada por miomas, bem como deficiência de vitamina D, levou a dificuldades financeiras e, finalmente, à falta de moradia por dois anos antes de ser contratado pela UC Riverside.
Em 2011, Hopkinson foi contratada como professora associada em escrita criativa com ênfase em ficção científica, fantasia e realismo mágico na Universidade da Califórnia, Riverside. Tornou-se professora titular em 2014.
Como autora, Hopkinson frequentemente usa temas do folclore caribenho, da cultura afro-caribenha e do feminismo. Ela tem consciência histórica e usa o conhecimento adquirido ao crescer em comunidades caribenhas em seus escritos, incluindo o uso do crioulo e de origens de personagens de países caribenhos, incluindo Trinidad e Jamaica. Além disso, Hopkinson escreve consistentemente sobre assuntos como raça, classe e sexualidade. Por meio de seu trabalho, particularmente em Midnight Robber, Hopkinson aborda as diferenças culturais, bem como questões sociais como abuso infantil e sexual.
Hopkinson foi uma palestrante importante e convidada de honra em diversas convenções de ficção científica. Ela é um dos membros fundadores da Carl Brandon Society e atua no conselho.
Os escritores favoritos de Hopkinson incluem Samuel R. Delany, Tobias Buckell e Charles R. Saunders. Além disso, a inspiração para seus romances geralmente vem de canções ou poemas, com o poema de Christina Rossetti "Goblin Market" servindo de inspiração para Sister Mine. Os hobbies pessoais incluem costura, culinária, jardinagem e design de tecidos. Hopkinson projeta tecidos com base em fotos e ilustrações históricas.

## Prêmios e reconhecimento
Hopkinson recebeu o prêmio John W. Campbell de 1999 de Melhor Novo Escritor e o prêmio da Ontario Arts Council Foundation para Escritores Emergentes.
Brown Girl in the Ring foi indicado ao prêmio Philip K. Dick em 1998 e recebeu o prêmio Locus de Melhor Primeiro Romance. Em 2008, foi finalista no Canada Reads, produzido pela CBC.
Midnight Robber foi pré-selecionada para o prêmio James Tiptree Jr. Memorial em 2000  e indicado para o prêmio Hugo de Melhor Romance em 2001.
Skin Folk recebeu o World Fantasy Award e o Sunburst Award em 2003.
The Salt Roads recebeu o Prêmio Gaylactic Spectrum pela exploração positiva de questões queer na ficção especulativa em 2004, apresentado no Gaylaxicon de 2005. Foi também nomeado para o Prêmio Nebula de 2004 de Melhor Romance.
Em 2008, The New Moon's Arms recebeu o Prêmio Aurora e o Sunburst Award, tornando-se a primeira autora a receber o Sunburst Award duas vezes. Este livro também foi indicado para o Prêmio Nebula de Melhor Romance de 2007.
Em 2016, Hopkinson recebeu o título de Doutor Honorário em Letras pela Universidade de Anglia Ruskin. Em 2020, ela foi nomeada a 37.ª Grande Mestre dos Cavaleiros Damon pelos Escritores de Ficção Científica e Fantasia da América. Em 2022, seu Broad Dutty Water: A Sunken Story recebeu o prêmio Theodore Sturgeon.

## Obras publicadas

### Romances
- 1998: Brown Girl in the Ring (em inglês)
- 2000: Midnight Robber (em inglês)
- 2003: The Salt Roads (em inglês)
- 2007: The New Moon's Arms (em inglês)
- 2012: The Chaos (em inglês) - ficção para o público juvenil
- 2013: Sister Mine (em inglês)
- 2024: Blackheart Man (em inglês)

### Coleções e antologias
- 2000: Whispers from the Cotton Tree Root: Caribbean Fabulist Fiction (em inglês, antologia)
- 2001: Skin Folk (em inglês) - contos
- 2003: Mojo: Conjure Stories (em inglês) - antologia
- 2004: So Long Been Dreaming (em inglês) - antologia
- 2012: Report From Planet Midnight (em inglês) - contos, entrevista e discurso
- 2015: Falling in Love With Hominids (em inglês) - contos[29]

### Ficção curta (somente primeiras publicações)
- 1998: "Slow Cold Chick" na antologia Northern Frights 5 (em inglês)
- 1999: "A Habit of Waste" na antologia Women of Other Worlds: Excursions through Science Fiction and Feminism (em inglês)
- 1999: "Precioso" na antologia Silver Birch, Blood Moon (em inglês)
- 2000: "The Glass Bottle Trick" na antologia Whispers from the Cotton Tree Root: Caribbean Fabulist Fiction (em inglês)
- "Greedy Choke Puppy" e "Ganger (Ball Lightning)" na antologia Dark Matter: A Century of Speculative Fiction from the African Diaspora (em inglês)
- 2001: "Midnight Robber" (trecho do romance) reimpresso em Young Bloods: Stories from Exile 1972–2001 (em inglês)
- 2002: "Delicious Monster" na antologia Queer Fear II (em inglês)
- "Shift" na revista Conjunctions: the New Wave Fabulists (em inglês).
- "Herbal" em The Bakkantologia (em inglês)
- "Whose Upward Flight I Love" reimpresso em African Voices (em inglês)
- 2004: "The Smile on the Face" na antologia Girls Who Bite Back: Witches, Mutants, Slayers and Freaks (em inglês)
- 2019: "Snow Day" em New Daughters of Africa, editado por Margaret Busby (em inglês).[30]

### Série de histórias em quadrinhos
- 2018–2020: The Sandman Universe: House of Whispers - DC/Vertigo (em inglês)